# Max Lewandowsky (kompozytor)
Max Lewandowsky (ur. 16 lutego 1874 w Hamburgu, zm. 27 sierpnia 1906 tamże) – niemiecki kompozytor i dyrygent.

## Życiorys
Syn kupca Abrahama Lewandowsky’ego i jego żony Nanny z domu Derenberg, brat lekarza Felixa Lewandowsky′ego. Uczył się gry na fortepianie u Arnolda Kruga i (prawdopodobnie) Hansa von Bülowa w Berlinie, kompozycji uczył się również u Kruga, a także u Josefa Foerstera i Gustava Mahlera. Możliwe, że studiował również u Heinricha von Herzogenberga w Hochschule für Musik w Berlinie. 
Był aktywny w Berlinie i w Londynie. Zginął w wypadku na rzece w Hamburgu (według innych źródeł popełnił samobójstwo), został pochowany na Cmentarzu Żydowskim w Hamburgu-Ohlsdorf (kwatera C 10 miejsce 42).

## Wybrane kompozycje
(na podstawie materiału źródłowego)
- op. 2 Klavierquintett B-dur
- op. 4 Klaviertrio h-moll
- op. 5 Streichsextett c-moll
- op. 6 Zehn Gesänge
- op. 8 Violinsonate
- op. 9 Fünf Lieder
- op. 10 Fünf Lieder
- op. 11 Fünf Lieder
- op. 12 Vier Lieder
- op. 16 Sieben Lieder